# Bogorodskoje (Kirow)
Bogorodskoje (russisch Богоро́дское) ist eine Siedlung städtischen Typs in der Oblast Kirow in Russland mit 2875 Einwohnern (Stand 14. Oktober 2010).

## Geographie
Der Ort liegt knapp 110 km Luftlinie südöstlich des Oblastverwaltungszentrums Kirow. Er befindet sich am Oberlauf der Belaja Loban (Weiße Loban), des rechten Quellflusses der Loban.
Bogorodskoje ist Verwaltungszentrum des Rajons Bogorodski sowie Sitz der Stadtgemeinde Bogorodskoje gorodskoje posselenije, zu der außerdem die Dörfer Chodyri (4 km südwestlich), Muchatschi (6 km nordwestlich), Rjabiny (6 km nordöstlich) und Sarapuly (4 km nordwestlich) sowie der Weiler (chutor) Priwolny gehören.

## Geschichte
Der Ort wurde 1700 gegründet. Er gehörte in Folge zum Ujesd Nolinsk des Gouvernements Wjatka.
Am 29. Juli 1929 wurde Bogorodskoje Verwaltungssitz eines neu geschaffenen, nach ihm benannten Rajons. Von 1959 bis 19. April 1965 war der Rajon vorübergehend aufgelöst. 1971 erhielt Bogorodskoje den Status einer Siedlung städtischen Typs.

### Bevölkerungsentwicklung
| Jahr | Einwohner |
| ---- | --------- |
| 1939 | 1655      |
| 1970 | 2649      |
| 1979 | 3576      |
| 1989 | 3731      |
| 2002 | 3221      |
| 2010 | 2875      |

Anmerkung: Volkszählungsdaten

## Verkehr
In Bogorodskoje kreuzen sich die Regionalstraßen 33N-040, die beim nordwestlich benachbarten Rajonzentrum Kumjony von der 33R-002 Kirow – Wjatskije Poljany abzweigt und weiter in das südöstlich benachbarte Rajonzentrum Uni verläuft, sowie die 33N-041 ebenfalls von der 33R-002 bei Nolinsk nach Sujewka. Im gut 60 km nördlich gelegenen Sujewka befindet sich an der Hauptstrecke der Transsibirischen Eisenbahn die nächstgelegene Bahnstation.